# HMS B5
Pour les articles homonymes, voir B5.
Le HMS B5 est l’un des onze sous-marins britanniques de classe B, construit pour la Royal Navy au cours de la première décennie du XXe siècle. Il a survécu à la Première Guerre mondiale et a été vendu à la ferraille en 1921.

## Conception
La classe B était une version agrandie et améliorée de la classe A qui la précédait. Ces sous-marins avaient une longueur totale de 43,4 m, un maître-bau de 3,8 m et un tirant d'eau moyen de 3,4 m. Ils avaient un déplacement de 292 tonnes en surface et 321 tonnes immersion. Les sous-marins de la classe B avaient un équipage de deux officiers et treize matelots.
Pour la navigation en surface, les navires étaient propulsés par un  unique moteur à essence Vickers à 16 cylindres de 600 chevaux-vapeur (447 kW) qui entraînait un unique arbre d'hélice. Lorsqu’ils étaient en immersion, l’hélice était entraînée par un moteur électrique de 180 chevaux (134 kW). Ils pouvaient atteindre 12 nœuds (22 km/h) en surface et 6,5 nœuds (12 km/h) sous l’eau. En surface, la classe B avait un rayon d'action de 1 000 milles marins (1 900 km) à 8,7 nœuds (16,1 km/h).
Ces navires étaient armés de deux tubes lance-torpilles de 18 pouces (450 mm) à l’avant. Ils pouvaient transporter une paire de torpilles de rechange, mais en général, ils ne le faisaient pas, car en compensation ils devaient abandonner un poids équivalent de carburant.

## Engagements
Le HMS B5 a été construit par Vickers à son chantier naval de Barrow-in-Furness. Il fut lancé le 14 novembre 1905 et terminé le 25 février 1906. Lorsque la guerre a commencé en 1914, le bateau a été affecté à la défense du pas de Calais. Le B5 fut vendu le 25 août 1921 à A. J. Anderson, puis revendu le 1er mars 1922 à J. Smith de Poole.